# Enoplomischus ghesquierei
Enoplomischus ghesquierei is een spinnensoort in de taxonomische indeling van de springspinnen (Salticidae).
Het dier behoort tot het geslacht Enoplomischus. De wetenschappelijke naam van de soort werd voor het eerst geldig gepubliceerd in 1931 door Giltay.